# Per Ribbing
Per (Peder) Ribbing af Zernava, född 10 juni 1606 i Vadstena, död 14 april 1664 i Boxholm, var en svensk friherre, godsägare, riksråd och militär.

## Biografi
Ribbing föddes på Vadstena slott under hans fars tid som ståthållare på slottet. Hans föräldrar var riksrådet Lindorm Ribbing och Märta Bonde. Efter en tid som page hos Gustav II Adolf befordrades han till fänrik vid Johan Banérs regemente och blev löjtnant där 1626. Han utnämndes 1628 till kapten vid Lars Kaggs regemente, och bevistade som kapten erövringen av Greifswald och Rostock, blockaden av Wismar med flera krigshändelser. 
Han insattes efter att ha befordrats till överste som chef för ett regemente Västgöta knektar 1640 och året därpå som kommendant i Wismar. 1643 befann han sig med sitt regemente i Leipzig, men återreste samma år till Sverige där han sedan stannade. Efter Westfaliska freden 1648 förordnades han till landshövding i Älvsborgs län och kommendant i Göteborg. 1654 blev han utnämnd till riksråd, och samma år upphöjd till friherrlig värdighet under namnet Ribbing af Zernava. 1663 blev han hovrättsråd i Svea hovrätt.
Han dog på Boxholms säteri.

### Gods och gårdar
Ribbing ägde gårdarna Zernava i Polen, Boxholms säteri i Ekeby socken, Gimmersta herrgård i Julita socken, Stenhammars slott i Flens socken och Sävnäs.

### Familj
Ribbing gifte sig 12 oktober 1634 med Christina Ryning (1617–1664). Hon var dotter till kammarherren Olof Ryning och Elsa Soop. De fick tillsammans barnen Anna Ribbing (1635–1642), Märta Ribbing (1637–1700) som var gift med kammarherren friherren Nils Kagg, landshövdingen Leonard Ribbing (1638–1687) i Gävleborgs län, överstelöjtnanten Erik Ribbing (1640–1675) i Hälsinge regemente, Catharina Ribbing (1642–1642), Carl Ribbing (1643–1661), Per Ribbing (1645–1646), Maria Elisabet Ribbing (1647–1664) och Beata Ribbing (1648–1720) som var gift med assessorn Bengt Sparre af Rossvik.